# Adam Lonicer
Adam Lonitzer (Marburgo, 10 de outubro de 1528 — Frankfurt am Main, 29 de maio de 1586) foi um naturalista, médico e botânico alemão. Notabilizou-se pela sua edição revisada do herbário do médico alemão Eucharius Rösslin (1470–1526). Era filho do teólogo e filólogo Johannes Lonicerus(1497-1569). Estudou em Marburgo e na Universidade de Mogúncia, tendo sido aluno de Conrad Gessner (1516-1565).

## Bibliografia

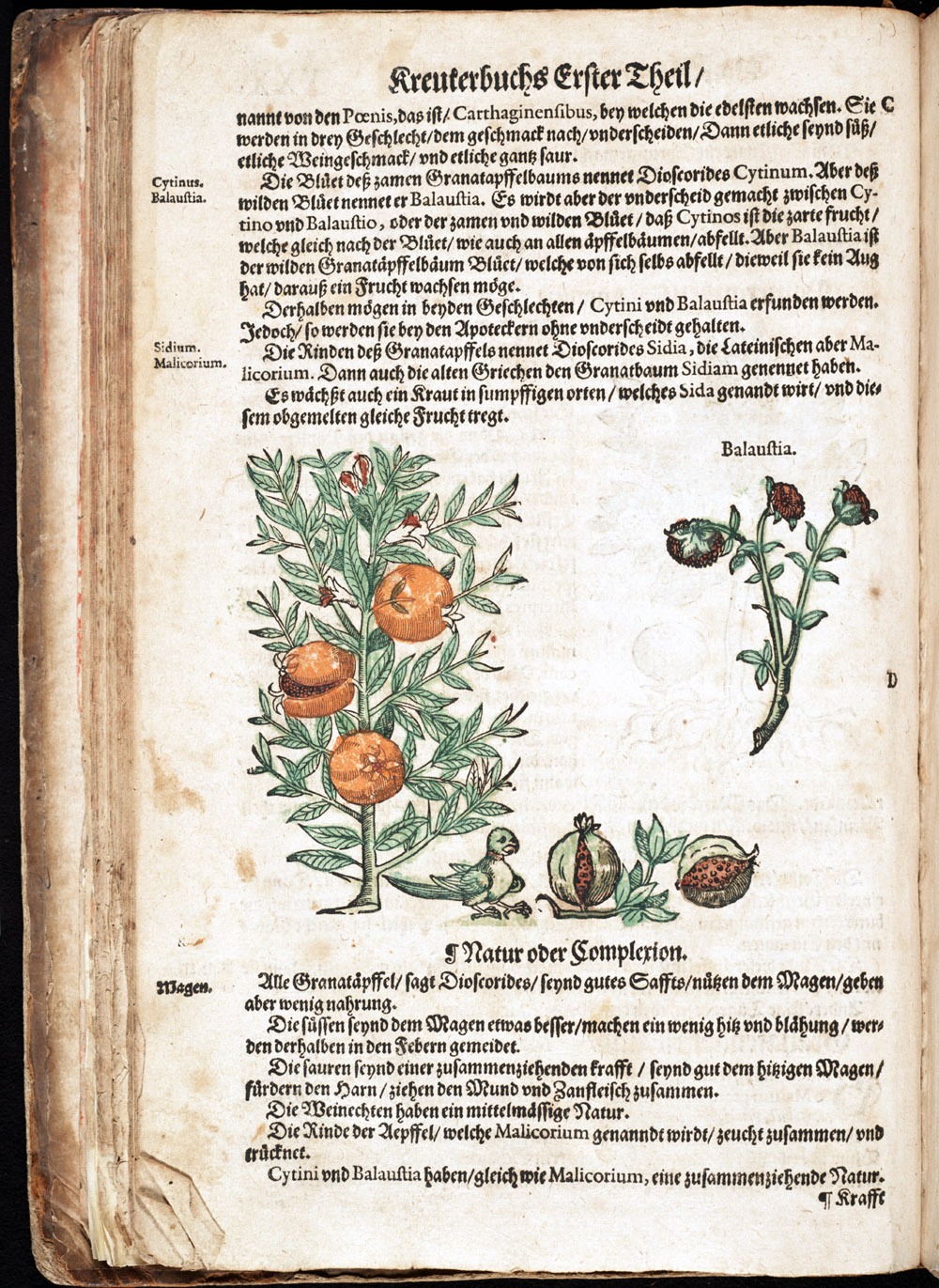
"Kräuterbuch: o livro das ervas", 1582

## Publicações
- Herrn Adami Loniceri, Der Artzney D. Und weyland Ordinarii Primarii Physici ... Petrus Uffenbachius[4] 1703
- Arithmetices Brevis Introductio, 1563
- De Purgationibus libri 3: ex Hippocrate Galeno, 1596
- Der Römischen Catholischen Kirchen jemahls gewesene Ständ und Orden ... 1661
- IV Pars Iconum Viros Virtute Atque Eruditione Illustres repraesentantium ... 1599
- Naturalis historiae opus nouum ... 1551
- Naturalis historiae tomus II De plantarum earumque potissimum, quae locis ... 1551
- Ordnung für die Pestilentz: I. Praeservativa, wie sich e. jeder in Zeit regirender Pestilentz halten, u. sich darfür bewaren soll ; II. Curativa, von Cur d. Pestilentz, u. von mancherley Zufällen, so sich darbei zutragen ; III. Antidotarium, Beschreibung d. Artzneien u. fürnemen Compositionen etc, 1572
- Precationis dominicae pia admodum & genuina expositio ... è Graeco in Latinum conversa, Christian Egenolff, 1554
- Reformation, oder Ordnung für die Hebammen, 1573